# Guglielmo Grandjacquet
Guglielmo Grandjacquet (Milano, 9 settembre 1897 – Cielo della Marmarica, 16 dicembre 1940) è stato un aviatore e ufficiale italiano, decorato con la medaglia d'oro al valor militare alla memoria durante il corso della seconda guerra mondiale.

## Biografia

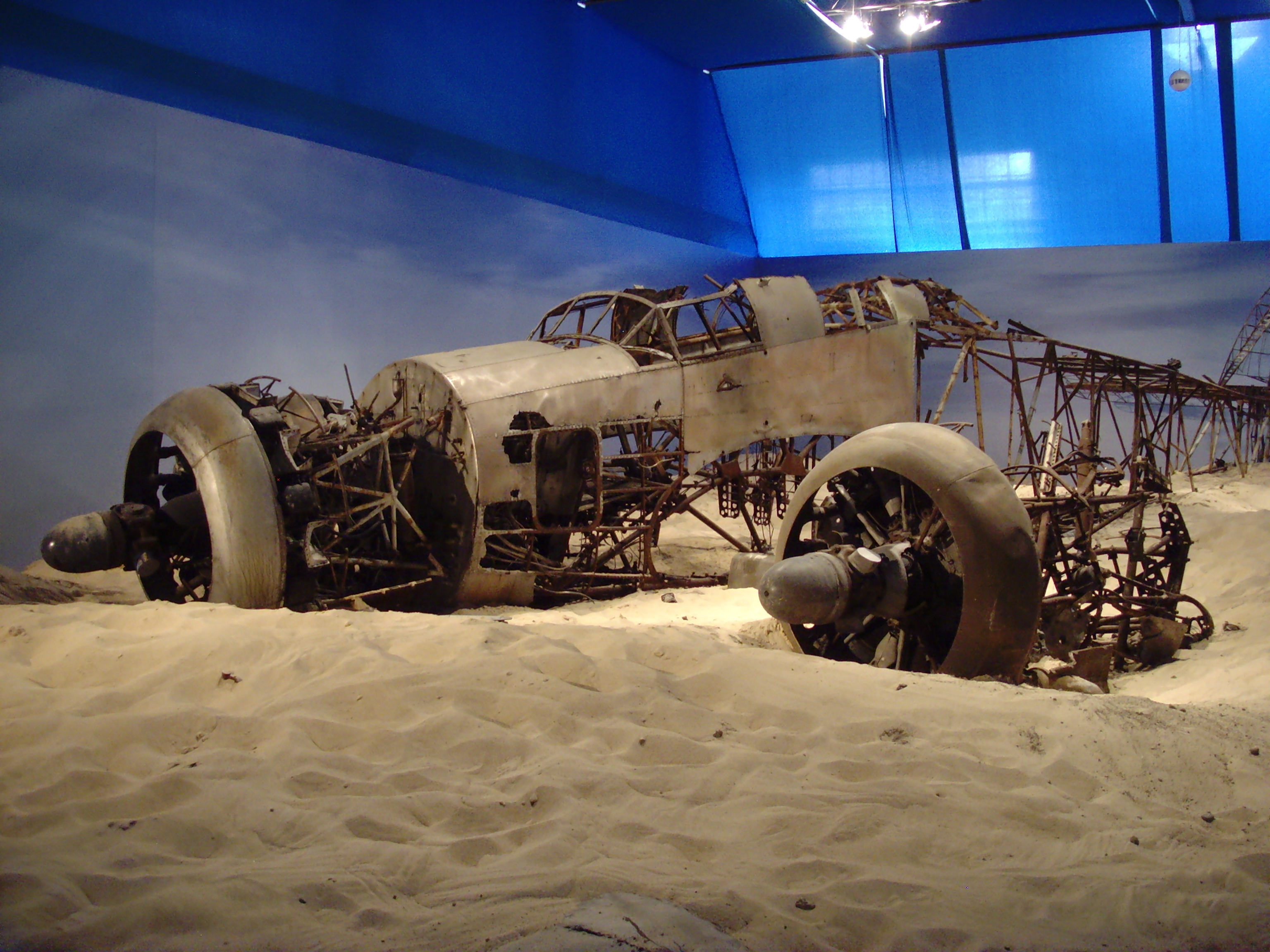
Relitto di un bombardiere Savoia-Marchetti S.79 Sparviero esposto, in ambientazione desertica, presso il Museo Volandia di Somma Lombardo.

Nacque a Milano nel 1897, e si arruolò nel Regio Esercito frequentando la Regia Accademia Militare di Modena, da cuì uscì con il grado di sottotenente assegnato all’arma di Cavalleria. In forza al 9º Reggimento Lancieri di "Firenze" combatte durante la prima guerra mondiale, distinguendosi durante le fasi successive alla battaglia di Caporetto che portarono il Regio Esercito ad attestarsi sulla linea del Piave, e poi nella battaglia difensiva sul Montello.
Promosso tenente si congedò nel 1920, frequentando successivamente la Facoltà di ingegneria presso l'Università di Roma. Nel settembre 1923 interruppe gli studi, arruolandosi nella neocostituita Regia Aeronautica, conseguendo il brevetto di pilota d’aeroplano nel 1924 e di pilota militare, su velivolo Ansaldo S.V.A., nel febbraio 1925. Prestò servizio dapprima presso il Centro addestramento al bombardamento, passando poi al 7º Stormo Bombardamento Terrestre e quindi al neocostituito 8º Stormo Bombardamento Terrestre. Divenuto tenente aa.rn. nel corso del 1926, fu promosso capitano nel 1930, e maggiore nel giugno 1936, frequentando importanti corsi tra i quali quello di guerra chimica e quello superiore di aeronautica. Tenente colonnello nel giugno 1938, fu trasferito dalla Direzione servizi della 3ª Zona Aerea Territoriale (Z.A.T.) al 9º Stormo Bombardamento Terrestre nel dicembre 1939.
Nel gennaio 1940 assunse il comando del 29º Gruppo B.T (o XXIX Gruppo). equipaggiato con velivoli Savoia-Marchetti S.79 Sparviero. Dopo l’entrata in guerra dell’Italia, avvenuta il 10 giugno 1940, partecipò alle operazioni sul fronte francese, al termine delle quali nel settembre successivo il suo reparto venne trasferito in Africa settentrionale.
Il 16 dicembre tutti gli aerei dello stormo disponibili decollarono per contrastare l’avanzata inglese su Sidi Omar, ma in una sola azione il reparto fu decimato. Perirono il colonnello Mario Aramu, comandante dello stormo, il tenente colonnello Grandjacquet comandante del 29º Gruppo, e il capitano Victor Hugo Girolami, comandante della 63ª Squadriglia. Vennero tutti decorati con Medaglia d'oro al valor militare alla memoria.
Una via di Roma porta il suo nome.